# Cyrtognatha rucilla
Cyrtognatha rucilla là một loài nhện trong họ Tetragnathidae.
Loài này thuộc chi Cyrtognatha. Cyrtognatha rucilla được miêu tả năm 1945 bởi Bryant.